# Phthorima compressa
Phthorima compressa är en stekelart som först beskrevs av Desvignes 1856.  Phthorima compressa ingår i släktet Phthorima och familjen brokparasitsteklar. Arten är reproducerande i Sverige. Inga underarter finns listade i Catalogue of Life.